# Benjamin Kiprotich Korir
Benjamin Kiprotich Korir (* 1976) ist ein kenianischer Marathonläufer.
2004 gewann er die Maratona di Sant’Antonio und den Florenz-Marathon. 2007 wurde er Dritter beim Brescia-Marathon und siegte beim Athen-Marathon. 2008 folgte einem 13. Platz beim Rom-Marathon ein fünfter beim Mailand-Marathon, und 2009 wurde er Siebter beim Ruhrmarathon.
Benjamin Kiprotich Korir trainiert in Kaptagat in einer Gruppe, die von Amos Korir betreut wird.

## Persönliche Bestzeiten
- Halbmarathon: 1:02:24 h, 6. Mai 2001, Setúbal
- Marathon: 2:10:44 h, 25. April 2004, Padua